# Село і місто
Село і місто (СіМ, «Союз українських пролетарських та сільських письменників Російської Федерації») — авангардистське українське літературне угрупування, яке проіснувало від 1924 до 1927 року на території Росії. Головними діячами були Гео Коляда, Кость Буревій, Володимир Ґадзінський. Утворилися з московської філії союзу українських пролетарських письменників Гарт. Мало філії на Кубані та в Сибіру. СіМ видавав журнал «Неоліф», а також мав власне видавництво, де виходили твори українських авторів.